# Chorizanthe polygonoides
Chorizanthe polygonoides är en slideväxtart som beskrevs av Asa Gray. Chorizanthe polygonoides ingår i släktet Chorizanthe och familjen slideväxter. Utöver nominatformen finns också underarten C. p. longispina.